# 臺灣郵票
| \| 本條目屬於 臺灣系列 \| |
| 前往臺灣主題頁 |
| 臺灣概況 - 經濟 • 政治 • 法律 • 人權 • 能源 • 交通 行政區劃 • 城市 • 政府 • 政黨 • 選舉 • 總統 • 外交 軍事 • 族群 • 人口 • 公民 • 原住民族 • LGBT權益 臺海現狀 • 臺灣問題 |
| 臺灣文化 （總覽） - 文學 • 料理 • 茶藝 • 小吃 • 夜市 • 郵票 建築 • 語言 • 宗教 • 葬禮 • 古蹟 • 遺址 • 國寶 民俗文物 • 節日 • 教育 • 體育 • 媒體 • 眷村 文化活動 • 觀光 • 購物中心 • 百貨公司 世界遺產潛力點 • 歷史建築百景 • 流行文化                                                    |
| 臺灣藝術 （總覽） - 音樂 • 漫畫 • 動畫 • 電影 • 攝影 • 舞蹈 戲劇 • 臺劇 |
| 臺灣地理 （總覽） - 天文 • 氣候 • 地質 • 地震 • 斷層 • 火山 • 生態 濕地 • 山峰 • 山脈 • 湖泊 • 水庫 • 河流 • 溫泉 島嶼 • 海岸 • 特殊生物 • 保育生物 • 生態環境 自然保護區 • 國家公園 • 森林遊樂區 縣市級風景特定區 • 直轄市級風景特定區 國家級風景特定區                                 |
| 臺灣歷史 （詳細） - 史前時期(-1624)↓理蕃政策(1933) 原住民聯盟與政權↓奧蘭治城包圍戰(1662)↓澎湖海戰(1683)↓馬關條約(1895)↓日本投降(1945) 荷屬福爾摩沙/西屬艾爾摩莎 鄭氏政權清治時期 日治時期 戰後時期 │1624│1649│1674│1699│1724│1749│1774│1799│1824│1849│1874│1899│1924│1949│1974│1999│2024 |
| 閱 • 論 • 编 |
| 本條目屬於 臺灣系列 |

臺灣郵票可以指在臺灣發行的郵票，而最早使用此一詞彙的是臺灣清治時期的大清臺灣郵政局，當時是指專門給的軍事及公務機關使用的郵票。由於其寄送方式是經由驛站投遞或轉傳，故又稱之為臺灣郵票驛站票。民間大眾及商人則使用另一種，稱為「郵政商票」又稱郵政商票驛站票。由於發行量少，使用期間不過數年，因此甚為珍貴。

## 歷史沿革

### 清朝時期
1886年（清光緒十二年）首任巡撫劉銘傳履任，臺灣建省，省治於臺北。臺灣第一張郵票隨著郵政總局的設立，於1888年2月發行。

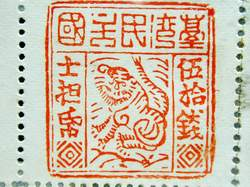
獨虎票以老虎為圖案，是1895年時，台灣民主國為籌措抗日軍餉而發行的郵票。左方的「士担帋」三字即是「郵票」的音譯。

於1888年3月22日（清朝光緒十四年二月初十）開辦郵政，並發行二種郵票，即臺灣郵票與郵政商票。這二種郵票，是使用木刻版模，用黑色油墨蓋印於黃竹紙或連史紙上，每張紙印五枚，為一大全張。每枚郵票的左邊為「存根聯」，右邊為「郵票聯」，中間騎縫處印有「字號」兩字，票面上並無面值。臺灣郵票有二種不同的版式，十餘種版模，第一版的存根聯只有「根」一個字，第二版則有「郵票根」三個字。郵政商票則只有一種版式，三種版模。
臺灣郵票的是專給臺灣巡撫立案、郵政總局報准的衙門使用，包括鎮臺衙門、軍、營，撫、籓、道、府、縣、廳，通商局、礦務局等。郵政商票並不預先對外發售，乃是民眾到驛站寄信時，由站書職員依信件重量及將經過多少驛站以計算該付的郵資填於郵票上，並黏貼於信封上，付費後（通常是只寄一站，重量一兩內，每一張郵政商票二十文錢），站書職員發給寄信人「郵政商票收條」作為憑證，寄信人實際上無法接觸到郵票。存世的未使用的「郵政商票」僅有三張，「郵政商票實寄信封」僅有八個，「郵政商票收條」僅七件。
1895年大清帝國戰敗割讓福建臺灣省，1895年5月25日成立臺灣民主國，並發行郵票和郵資。

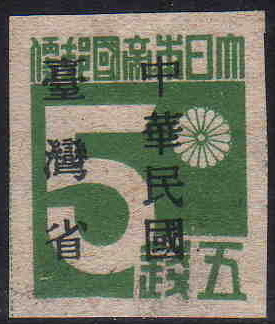
加刷「中華民國臺灣省」字樣的臺灣日治時期郵票。

### 日治時期
日本統治下，臺灣的郵件屬於日本郵政系統，1945年8月日本投降後，郵政系統繼續運行，直到10月25日移交給國民政府為止。

### 中華民國時期

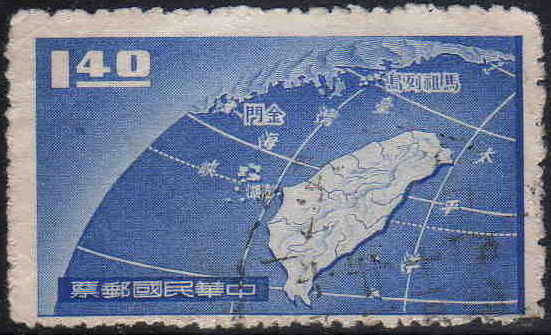
中華郵政1959年郵票

1949年中華郵政撤退至臺灣台北，並開始發行郵票，票銘「中華民國郵票」．
2003年1月1日改制成立由交通部持有100%股權之國營「中華郵政股份有限公司」。改制前郵政總局之資產、負債由新公司概括承受，其所營業務亦由新公司延續經營。
2007年2月9日由於陳水扁政府的「臺灣正名」政策，中華郵政改名為「臺灣郵政股份有限公司」，郵票票銘由「中華民國郵票」改為「臺灣」。政黨輪替後於2008年8月起恢復「中華民國郵票」票銘，英文改為「Republic of China (Taiwan)」。